# Kevin Kim
Kevin Kim (* 26. Juli 1978 in Torrance, Kalifornien) ist ein ehemaliger US-amerikanischer Tennisspieler koreanischer Abstammung.

## Karriere
Nach seinem Abitur an der Palmer Preparatory Academy in Tampa in Florida wurde er bei der University of California in Los Angeles als Tennisspieler aufgenommen, später verließ er diese allerdings wieder. Er gewann elf Titel auf der Challenger Tour, davon neun im Einzel und zwei weitere im Doppel. Auf Ebene der ATP Tour erreichte er 2001 das Finale in Houston, er unterlag an der Seite von Jim Thomas jedoch den Indern Mahesh Bhupathi und Leander Paes klar in zwei Sätzen. Sein bestes Grand-Slam-Resultat erreichte er 2005 bei den French Open, als er bis ins Achtelfinale einzog.
Kim wird seit September 2013 nicht mehr in den Weltranglisten geführt und hatte 2014 nur drei Challenger-Turniere im Juni, August und September bestritten, wo er aber bereits in der ersten Qualifikationsrunde scheiterte. 2015 nahm er dank Wildcards an drei Doppelkonkurrenzen und einer Einzelkonkurrenz der Challenger Tour teil, er gewann keines der Matches.

## Erfolge
| Legende (Anzahl der Siege)                       |
| Grand Slam                                       |
| Tennis Masters Cup ATP World Tour Finals         |
| ATP Masters Series ATP World Tour Masters 1000   |
| ATP International Series Gold ATP World Tour 500 |
| ATP International Series ATP World Tour 250      |
| ATP Challenger Tour (11)                         |

### Einzel

#### Turniersiege
| Nr. | Datum              | Turnier         | Belag         | Finalgegner      | Ergebnis       |
| --- | ------------------ | --------------- | ------------- | ---------------- | -------------- |
| 1.  | 4. November 2001   | Burbank (1)     | Hartplatz     | Vincent Spadea   | 6:2, 6:4       |
| 2.  | 26. Juni 2004      | Andorra         | Hartplatz     | Gilles Müller    | 6:4, 6:0       |
| 3.  | 25. Juli 2004      | Aptos (1)       | Hartplatz     | Frank Dancevic   | 7:62, 6:3      |
| 4.  | 24. Oktober 2004   | Burbank (2)     | Hartplatz     | Robert Kendrick  | 7:5, 1:6, 6:3  |
| 5.  | 11. Februar 2006   | Dallas          | Hartplatz (i) | Robert Kendrick  | 1:6, 6:4, 6:1  |
| 6.  | 10. Juni 2007      | Yuba City       | Hartplatz     | Bobby Reynolds   | 6:4, 0:6, 6:3  |
| 7.  | 20. Juli 2008      | Aptos (2)       | Hartplatz     | Andrea Stoppini  | 7:5, 6:1       |
| 8.  | 14. September 2008 | Tulsa           | Hartplatz     | Vincent Spadea   | 6:3, 3:6, 6:4  |
| 9.  | 8. November 2009   | Charlottesville | Hartplatz (i) | Somdev Devvarman | 6:4, 6:78, 6:4 |

### Doppel

#### Turniersiege
| Nr. | Datum         | Turnier    | Belag     | Partner          | Finalgegner         | Ergebnis      |
| --- | ------------- | ---------- | --------- | ---------------- | ------------------- | ------------- |
| 1.  | 10. Juli 1999 | Granby     | Hartplatz | Jimy Szymanski   | Harel Levy Lior Mor | 4:6, 6:1, 6:4 |
| 2.  | 9. Juli 2006  | Pozoblanco | Hartplatz | Justin Gimelstob | Ivo Klec Jan Mertl  | 6:3, 7:5      |

#### Finalteilnahmen
| Nr. | Datum          | Turnier | Belag | Partner    | Finalgegner                  | Ergebnis  |
| --- | -------------- | ------- | ----- | ---------- | ---------------------------- | --------- |
| 1.  | 30. April 2001 | Houston | Sand  | Jim Thomas | Mahesh Bhupathi Leander Paes | 6:74, 2:6 |